# Ghumkhahare
Ghumkhahare (en népalais : घुमखहरे) est un comité de développement villageois du Népal situé dans le district de Surkhet. Au recensement de 2011, il comptait 4 513 habitants.